# Kackerlackor
Kackerlackor (Blattaria eller Blattodea) är en ordning i klassen insekter, som omfattar omkring 4 000 arter.

## Utseende

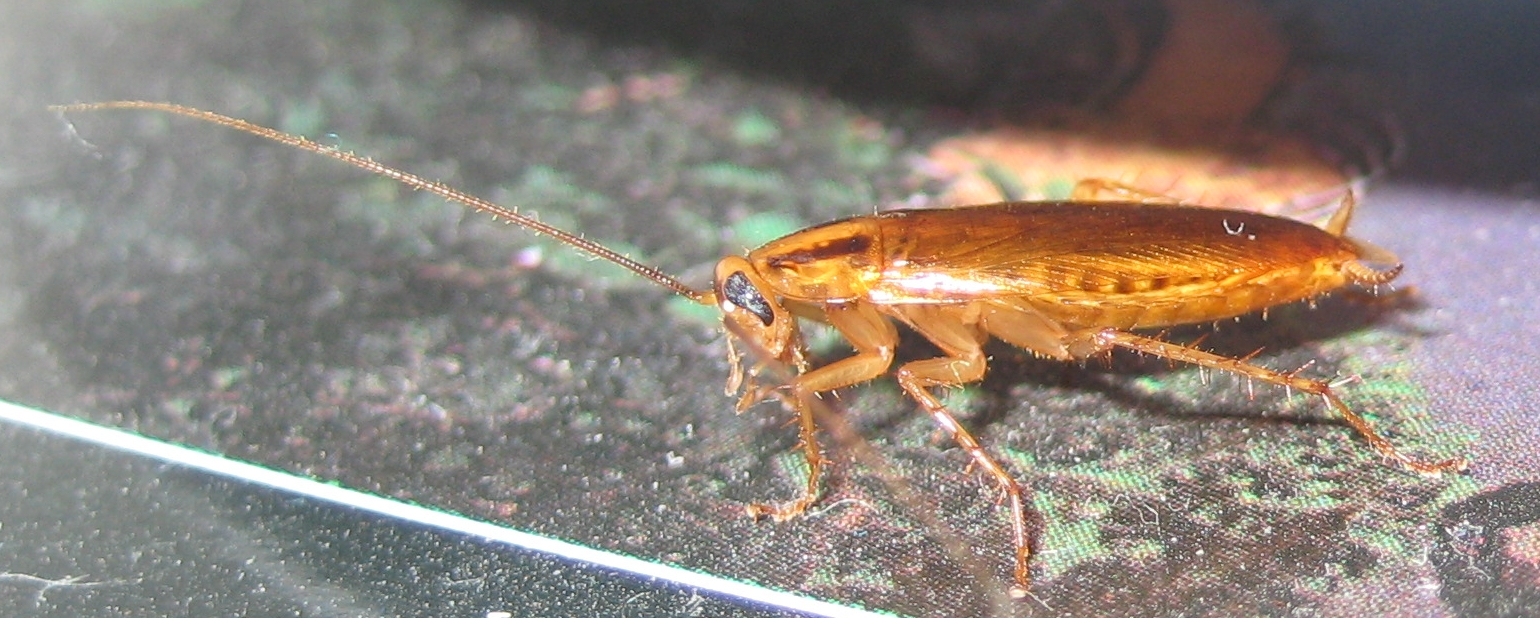
Tysk kackerlacka (Blattella germanica)

Kackerlackorna har platt, oval, brunaktig kropp, med långa, mångledade antenner, taggbesatta skenben och starka springfötter. Huvudet är täckt av den stora främre sköldlika delen av mellankroppen (prothorax). Framvingarna är stora läderartade täckvingar, vilkas kanter överlappar. Hos honorna (för en del arter båda könen) kan dessa täckvingar och även de hinnaktiga bakvingarna alldeles saknas. Bakkroppen är försedd med två cerci (analspröt). Hos vissa arter förekommer det dessutom två mindre utskott bredvid analspröten (så kallade styli), åtminstone hos hanarna. Arterna kan variera i längd mellan under centimetern till runt 15 centimeter.

## Systematik

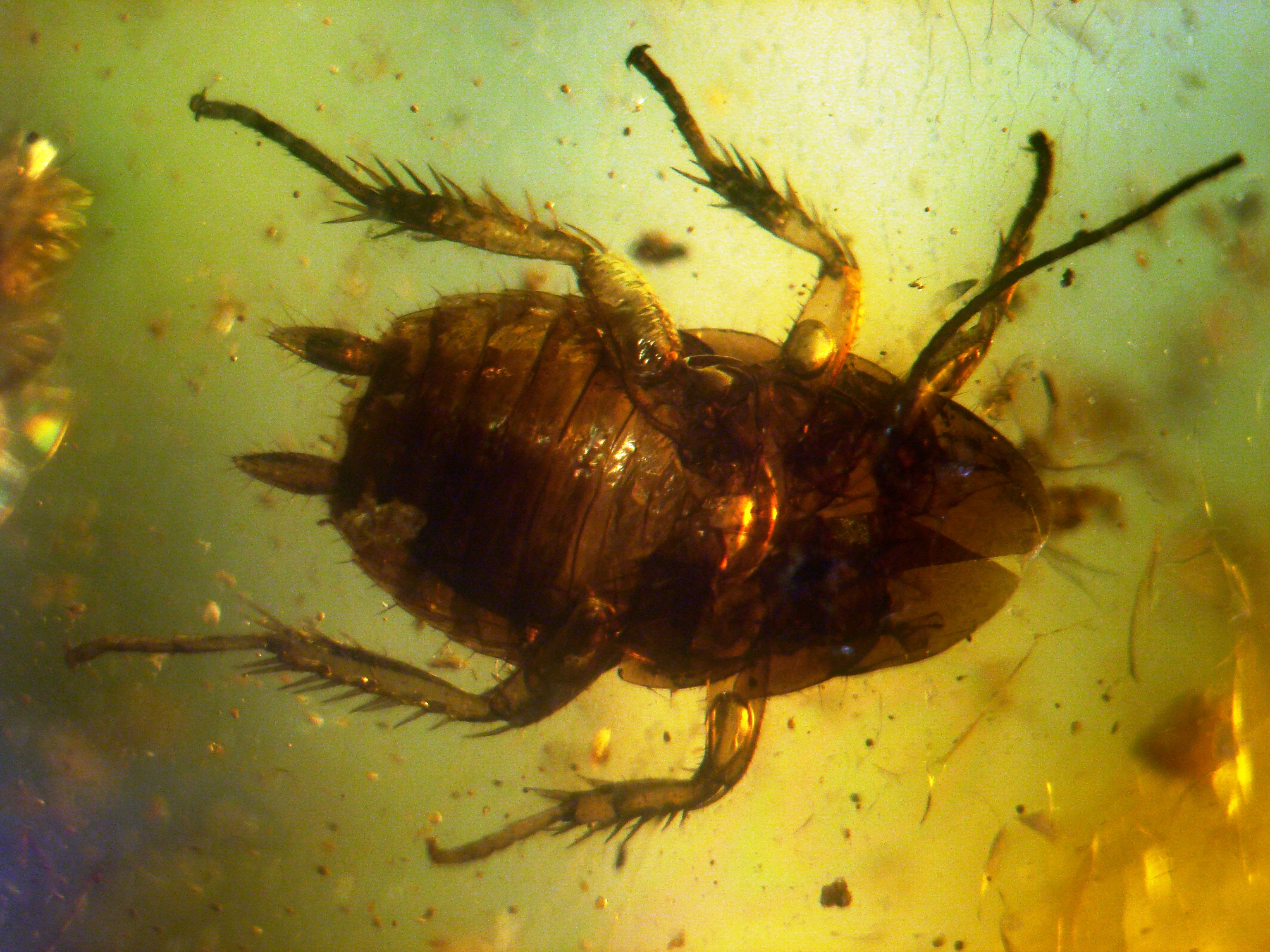
En 40-50 miljoner år gammal kackerlacka i bärnsten funnen i Baltikum.

### Evolution
Kackerlackor är en mycket gammal insektsordning, som fanns redan under karbon, för 300 miljoner år sedan. Redan då var de väl anpassade för sin ekologiska nisch och de har heller inte ändrats mycket i utseende sedan dess. De kommer troligtvis klara sig bra även i framtiden.

### Taxonomi
Mantodea, Isoptera och Blattaria kategoriseras ofta som en högre taxonomisk ordning som kallas Dictyoptera. Sentida studier indikerar dock att termiter (Isoptera) utvecklades ur de egentliga kackerlackorna, och eftersom Blattaria i sin nuvarande form exkluderar Isoptera så är det inte en monofyletisk grupp.
Historiskt har det vetenskapliga namnet Blattaria används synonymt med Blattodea, där det senare oftast används för att beskriva gruppen idag. En annan synonym är Blattoptera som också används för gruppen.

### Familjer

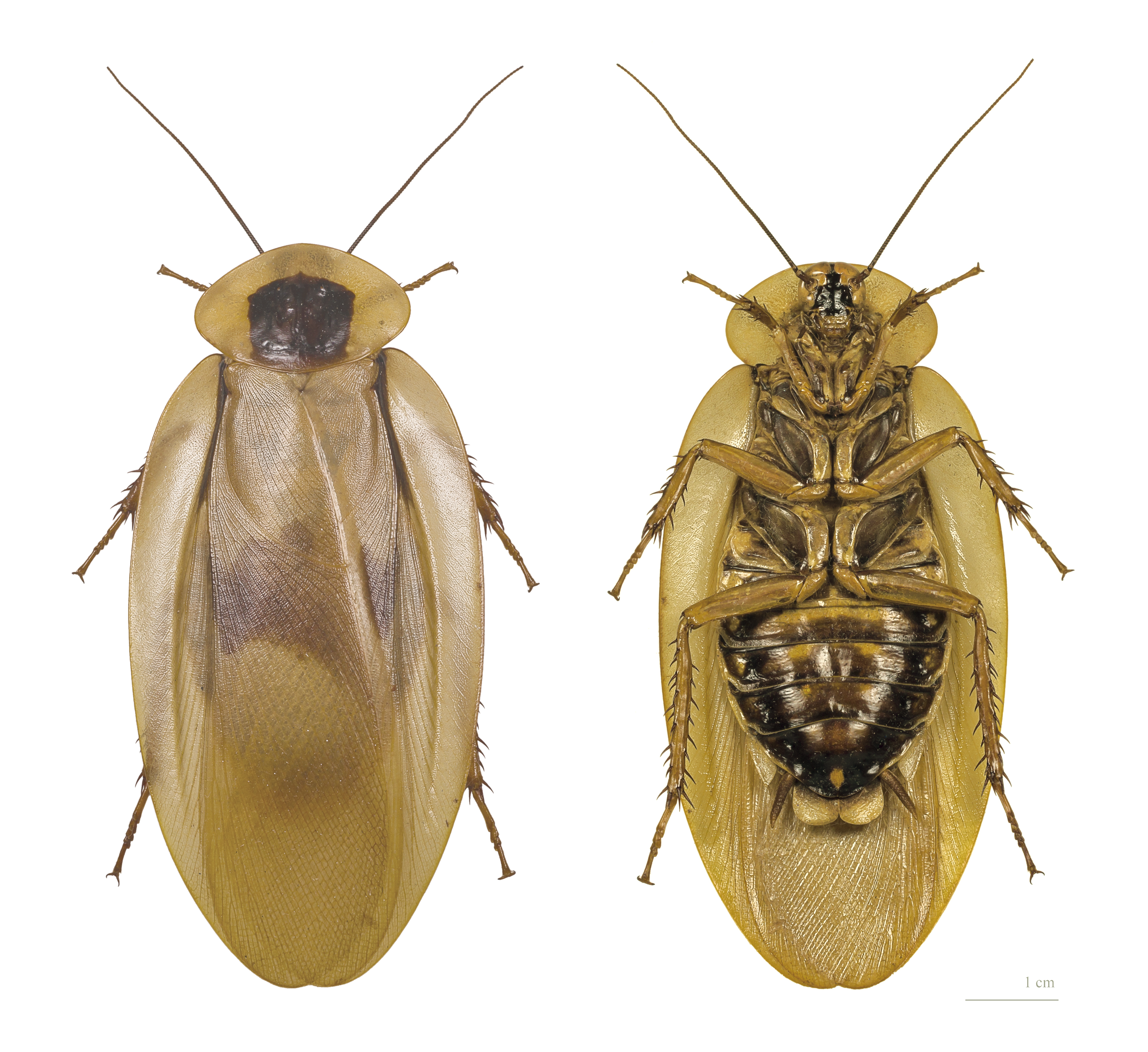
Blaberus giganteus.

Ordningen omfattar cirka 4 000 arter enligt nedanstående taxonomiska indelning. Kackerlackornas taxonomi är omdiskuterad men förslagsvis placeras de i fem familjer:
Ordning Blattaria
- Polyphagidae
- Cryptocercidae
- Blattellidae (småkackerlackor)
- Blattidae (storkackerlackor)
- Blaberidae (jättekackerlackor)

## Utbredning
Kackerlackor är en framgångsrik insektsgrupp som finns i hela världen, men rikligast i tropiska och subtropiska områden.

### Förekomst i Sverige och Finland
I Sverige finns det sju arter av kackerlacka, bland annat skogskackerlacka. I Finland har åtta arter observerats.

## Ekologi
De flesta kackerlackor är nattaktiva djur som döljer sig i springor och mörka vrår under dagen. De lever av såväl vegetabilisk som animalisk föda. De trivs och förökar sig bäst i varmare områden, där det finns riklig tillgång på föda och fuktighet. Färre än 30 arter klarar av att överleva i hus. Övriga förekommer i varierande biotoper, allt från öknar till tropiska skogar. Honorna kan lagra hanens sperma och behöver endast befruktas en gång i sitt liv. Detta hindrar dock inte honan från att para sig flera gånger. Hos de flesta arter bär hon sina ägg omslutna av en kapsel tills ungarna är färdiga att kläckas.

## Kackerlackor och människan
Kackerlackor har oavsiktligt spridits av människan med handelsvaror till stora delar av världen och vissa arter kan uppträda i massor i magasin, bagerier, kök och bostäder samt förorsakar skada och obehag. Kackerlackor betraktas därför ofta med avsky av människor och ses som skadedjur, men det stämmer bara för ett fåtal arter. De flesta arter av kackerlackor gör nytta i ekosystemet som nedbrytare och några som forskningsdjur. Det förekommer i vissa fall allergi mot kackerlackor. 

### Etymologi
Ordningens vetenskapliga namn Blattaria kommer från latinets blatta, som betyder "insekt som skyr ljuset". Det svenska ordet kackerlacka började användas omkring 1751 och kommer från det nederländska kakkerlak.